# Corsari di Salé

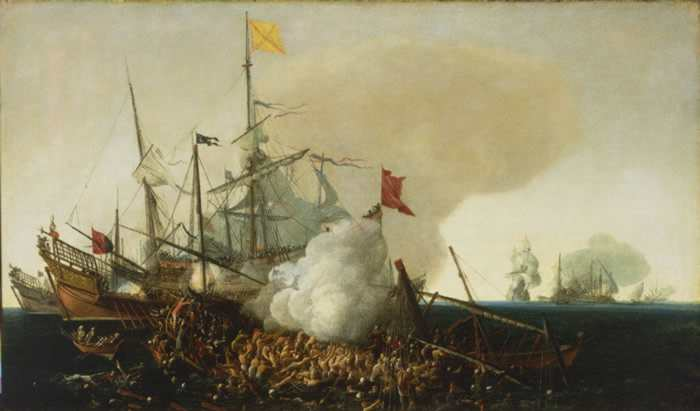
Galeoni spagnoli che combattono i corsari barbareschi in un dipinto di Hendrik Cornelisz Vroom del 1615

I corsari di Salé, noti anche come Sallee Rovers, erano un gruppo di corsari barbareschi attivi durante il XVII e il XVIII secolo nel Mar Mediterraneo e nell'Oceano Atlantico. Come altri corsari barbareschi, attaccavano le navi mercantili cristiane di ritorno in Europa dall'Africa occidentale e dalle Americhe spagnole e prendevano in ostaggio o riducevano in schiavitù tutti i membri dell'equipaggio e i passeggeri che catturavano. I corsari di Salé avevano la loro base operativa nella Repubblica del Bou Regreg, una repubblica aristocratica sulla costa atlantica del Marocco. Molto temuti dagli europei, i corsari di Salé si spinsero fino alla Manica, alle coste irlandesi e a Terranova.
Molti corsari di Salé erano cristiani rinnegati di origine europea, asiatica, africana e americana. Uno di questi era l'olandese Jan Janszoon, che si convertì all'Islam dopo essere stato catturato dai pirati barbareschi nel 1618 e fu ribattezzato Murat Reis. Nel XVIII secolo, le operazioni contro i pirati condotte dalle marine europee come la Royal Navy britannica portarono al declino e alla progressiva scomparsa dei corsari di Salé.

## Nella letteratura
All'inizio del romanzo Robinson Crusoe di Daniel Defoe, il protagonista è «fatto prigioniero a Salé, un porto moresco».